# Karta Narodów Zjednoczonych
Karta Narodów Zjednoczonych – wielostronna umowa międzynarodowa powołująca do życia i określająca ustrój Organizacji Narodów Zjednoczonych (stąd nazywa się ją czasem konstytucją ONZ).
Karta została podpisana 26 czerwca 1945 r. w San Francisco przez 50 z 51 krajów członkowskich (Polska podpisała ją 16 października 1945) i weszła w życie 24 października tego samego roku, po ratyfikowaniu jej (wedle artykułu 110) przez pięć krajów założycielskich (Chiny, Francja, Stany Zjednoczone, Wielka Brytania i Związek Radziecki) oraz większość sygnatariuszy. Kraje podpisujące Kartę zobowiązują się do przestrzegania jej postanowień, jako prawa międzynarodowego.
Karta, choć sama nie zawiera katalogu praw podstawowych, podnosi aż siedmiokrotnie kwestie związane z prawami człowieka (art. 1, 13, 55, 56, 62, 68, 76) – mówi się tam o popieraniu, przestrzeganiu, poszanowaniu praw człowieka. ONZ zdecydowała się na podjęcie tematu praw człowieka, aby je przywrócić i podkreślić godność i wartość jednostki. Narody Zjednoczone uznały, że wszyscy ludzie są równi. Warunkiem niezbędnym do ochrony praw człowieka jest postęp społeczny i poprawa warunków życia.
Karta wraz z paktami ekonomicznym i prawnym oraz powszechną deklaracją praw człowieka tworzy uniwersalny system ochrony praw człowieka w podwójnym sensie – podmiotowym i przedmiotowym.  
Trzykrotnie dokonywano zmian w postanowieniach Karty:
- 15 grudnia 1963 r. w odniesieniu do art. 23, 27 i 61 (poprawki weszły w życie 31 sierpnia 1965 r.),
- 20 grudnia 1965 r. w odniesieniu do art. 109 (poprawka weszła w życie 12 czerwca 1968 r.),
- 20 grudnia 1971 r. w odniesieniu do art. 61 (poprawka weszła w życie 24 września 1973 r.).

## Organizacja dokumentu
Karta składa się z preambuły wzorowanej na preambule konstytucji Stanów Zjednoczonych, oraz 111 artykułów podzielonych na rozdziały.
Rozdział I określa cele Narodów Zjednoczonych, w tym warunki utrzymania międzynarodowego pokoju i bezpieczeństwa.

Rozdział II definiuje kryteria członkostwa w ONZ.

Rozdziały III – XV, podstawowy zrąb dokumentu, opisują organy ONZ i ich uprawnienia.

Rozdziały XVI oraz XVII opisują zasady zintegrowania działalności ONZ z istniejącym już prawem międzynarodowym.

Rozdziały XVIII oraz XIX opisują poprawki i zasady ratyfikacji Karty.
Najważniejszymi rozdziałami są te, które zajmują się egzekwowaniem władzy przez ciała ONZ:
Rozdział VI opisuje uprawnienia Rady Bezpieczeństwa do rozstrzygania sporów;

Rozdział VII opisuje uprawnienia Rady Bezpieczeństwa do wprowadzania sankcji ekonomicznych, dyplomatycznych i militarnych, jak również użycie sił zbrojnych do rozstrzygania sporów;

Rozdziały IX oraz X opisują uprawnienia ONZ w zakresie współpracy ekonomicznej i społecznej oraz Rady Gospodarczej i Społecznej ONZ nadzorującej te uprawnienia;

Rozdziały XII oraz XIII opisują system powiernictwa, który nadzorował proces dekolonizacji;

Rozdziały XIV oraz XV opisują uprawnienia Międzynarodowego Trybunału Sprawiedliwości i Sekretariatu ONZ.
Językami autentycznymi Karty według art. 111 są angielski, chiński, francuski, hiszpański i rosyjski.
Depozytariuszem na podstawie art. 110 ust 2 jest rząd USA.
Załącznikiem do Karty jest Statut Międzynarodowego Trybunału Sprawiedliwości liczący 70 artykułów.